# エクセター・カレッジ (オックスフォード大学)
エクセター・カレッジ（Exeter College、正式名称: The Rector and Scholars of Exeter College in the University of Oxford）は、イングランド、オックスフォード大学の構成カレッジの1つで、同大学で4番目に古いカレッジ。
カレッジはタール・ストリートにあり、1314年にデヴォン生まれのエクセター主教のウォルター・ド・ステープルドンにより、聖職者養成校として設立された。
エクセター・カレッジ出身者にはウィリアム・モリス、J・R・R・トールキン、リチャード・バートン、ロジャー・バニスター、アラン・ベネット、フィリップ・プルマンなどが居る。姉妹カレッジはエマニュエル・カレッジ。

## 学生生活

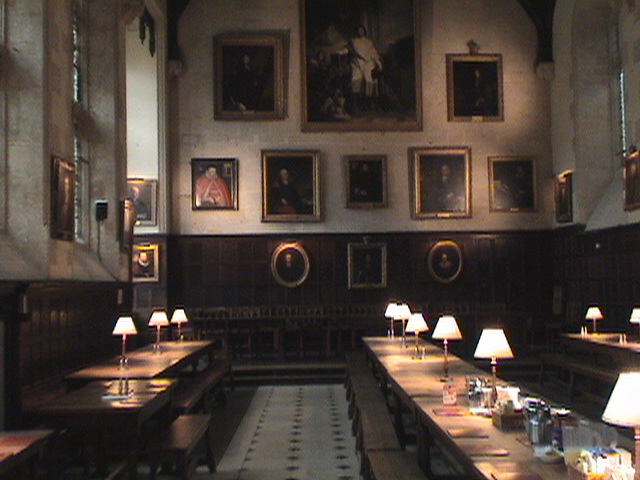
食堂

## エクセターに関係する人々

### 卒業生
エクセターの卒業生には、J・R・R・トールキン、マーティン・エイミスやフィリップ・プルマンなどの多くの作家、初めて1マイルを4分未満で走った男、ロジャー・バニスター、俳優のリチャード・バートンや、パキスタンの初代首相リヤーカト・アリー・ハーン、ガーナの元大統領ジョン・クフォーやペルーの元大統領ペドロ・パブロ・クチンスキがいる。

### 学者とチューター
- C・T・アトキンソン、軍事史のフェロー、チューター（1898年–1955年）
- フランク・クロース（英語版）
- コルネリア・デュルテュ（英語版）
- レイモンド・ドウェク
- サンドラ・フレッドマン
- ウィリアム・グールド（英語版）
- マイケル・ハート
- エリザベス・ジェフリーズ
- エリック・ヴァルトラム・ケンプ、フェロー、チューター、チャプレン（1946年–1969年）、後にチチェスター司教
- ジェイコブ・クレイン
- ジョージ・アルフレッド・コルホルスト、スペイン語講師（1931年–1958年）
- ジョン・マディコット、歴史フェロー
- ジョージ・ローリンソン（英語版）
- アンドリュー・スティーン
- マグディ・ワフバ、エジプトの学者、辞書学者
- ヘレン・ワタナベ＝オケリー（英語版）、ドイツ文学のオフィシャルフェロー、チューター